# Pozlovice
Pozlovice település Csehországban, a Zlíni járásban. Pozlovice Podhradí, Petrůvka, Dolní Lhota, Horní Lhota, Ludkovice és Luhačovice településekkel határos. Lakosainak száma 1370 fő (2024. január 1.).

## Népesség
A település lakosságának változását az alábbi diagram mutatja:
| Lakosok száma | 498  | 574  | 651  | 800  | 946  | 1176 | 1252 | 1259 | 1250 | 1370 |
|               | 1869 | 1890 | 1921 | 1950 | 1980 | 2001 | 2017 | 2019 | 2022 | 2024 |